# Pietro Bianchi (ginnasta)
Pietro Bianchi (Milano, 5 marzo 1888 – Milano, 1º luglio 1965) è stato un ginnasta italiano vincitore di due medaglie d'oro olimpiche.
La prima partecipazione ad un'edizione dei Giochi olimpici risale a Stoccolma 1912 quando si classificò sesto nel concorso individuale vincendo quello a squadre (squadra composta, oltre da Bianchi, da Guido Boni, Alberto Braglia, Giuseppe Domenichelli, Carlo Fregosi, Alfredo Gollini, Francesco Loi, Luigi Maiocco, Giovanni Mangiante, Lorenzo Mangiante, Serafino Mazzarocchi, Guido Romano, Paolo Salvi, Luciano Savorini, Adolfo Tunesi, Giorgio Zampori, Umberto Zanolini, Angelo Zorzi).
Dopo una pausa di otto anni causata dalla prima guerra mondiale partecipò, all'età di 37 anni, ai Giochi di Anversa 1920 bissando il successo nel concorso a squadre (questa volta ci furono, oltre a Bianchi, Arnaldo Andreoli, Ettore Bellotto, Fernando Bonatti, Luigi Cambiaso, Luigi Contessi, Carlo Costigliolo, Luigi Costigliolo, Giuseppe Domenichelli, Roberto Ferrari, Carlo Fregosi, Romualdo Ghiglione, Ambrogio Levati, Francesco Loi, Vittorio Lucchetti, Luigi Maiocco, Ferdinando Mandrini, Lorenzo Mangiante, Antonio Marovelli, Michele Mastromarino, Giuseppe Paris, Manlio Pastorini, Ezio Roselli, Paolo Salvi, Giovanni Tubino, Giorgio Zampori e Angelo Zorzi).